# Harpactea angustata
Harpactea angustata este o specie de păianjeni din genul Harpactea, familia Dysderidae. A fost descrisă pentru prima dată de Lucas, 1846.
Este endemică în Algeria. Conform Catalogue of Life specia Harpactea angustata nu are subspecii cunoscute.